# Вествил (Илиноис)
Вествил (енгл. Westville) град је у америчкој савезној држави Илиноис.

## Демографија
По попису из 2010. године број становника је 3.202, што је 27 (0,9%) становника више него 2000. године.
| Група             | 2000.         | 2010.         |
| Белци             | 3.100 (97,6%) | 3.097 (96,7%) |
| Афроамериканци    | 13 (0,4%)     | 27 (0,8%)     |
| Азијати           | 1 (0,0%)      | 16 (0,5%)     |
| Хиспаноамериканци | 24 (0,8%)     | 29 (0,9%)     |
| Укупно            | 3.175         | 3.202         |